# Perekop
Perekop (ukrainska och ryska: Перекоп; krimtatariska: Or Qapı; turkiska: Orkapı) är en by på Perekopnäset, som förbinder Krimhalvön med det ukrainska fastlandet, med 894 invånare vid folkräkningen 2001. Administrativt är den en del av Armjansk kommun.

## Historia

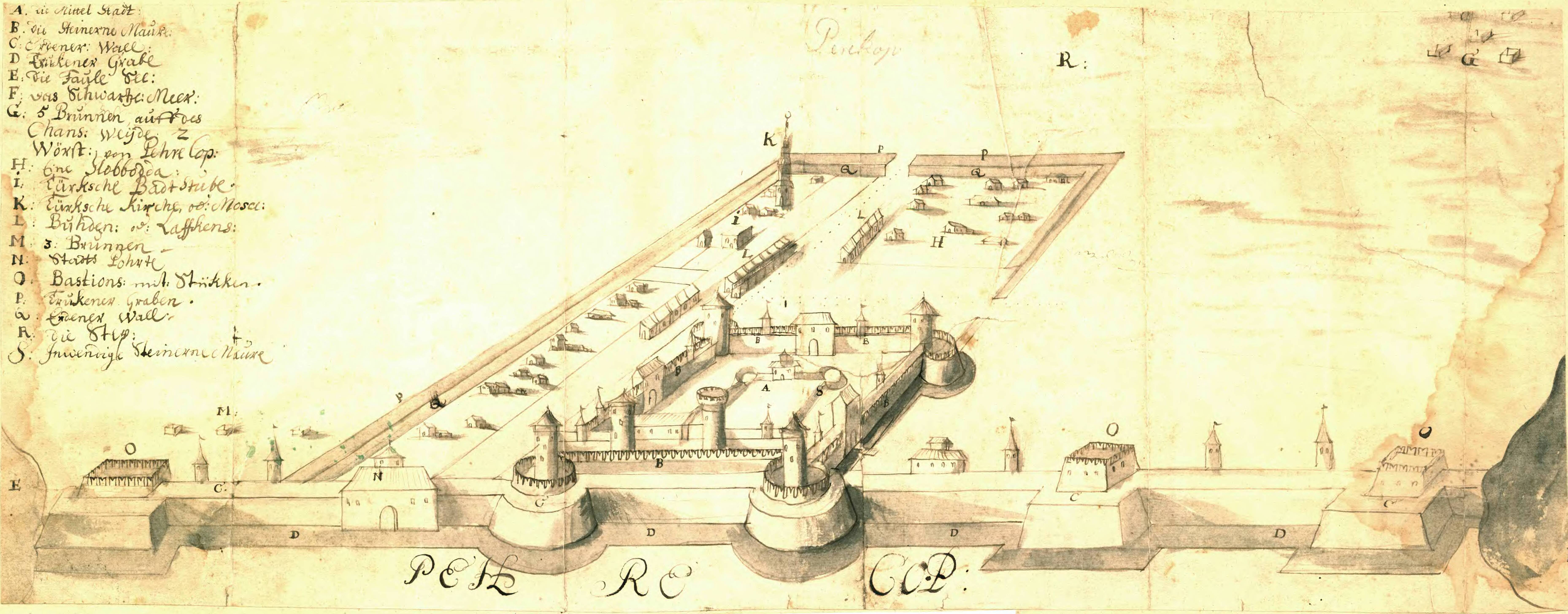
Fästningen Or Qapi, även kallad Perekop, i en teckning bevarad på Riksarkivet.

Perekops strategiska läge på det näs som utgör den enda landlänken mellan Krim och fastlandet samt de rika saltfyndigheterna i närheten medförde att orten blev betydelsefull. Den finns omnämnd i skrifter från första århundradet f.Kr., där staden beskrivs som ett befäst fort. Plinius den äldre beskrev planer på att låta bygga en hamn till orten. Ortens antika namn var Taphros.
Perekop var under 1400- och 1500-talet basen för krimtatarernas räder in i Ukraina. I slutet av 1400-talet byggde Mengli-Girei fästningen Or på platsen. År 1620 besegrades Krimkhanatet av Petro Sahajdatjnyj vid orten och år 1678 hade Perekopnäset tillslutits från nordsidan av ryssarna, som år 1697 kunde tåga in i Perekop. I ett krig mellan Osmanska riket och Ryska Imperiet mellan 1736 och 1739 intogs orten av ryssarna, eftersom Krimkhanatet var en osmansk vasallstat, och fästningen förstördes. Orten återuppbyggdes av krimtatarerna år 1754. Efter 1774, då Osmanska riket vid freden i Kutschuk-Kainardji tvingades avsäga sig överhögheten på Krim, kom området att bli ryskt protektorat fram till 1783, då hela Krim annekterades av Ryska Imperiet. År 1793 blev Perekop huvudstad i oblastet Taurien, som dock ersattes av provinsen Nyryssland (Novorossija) år 1796 eller 1797. Under krimkriget utvandrade många krimtatarer från regionen till Turkiet och bosättare från Ryska Imperiet flyttade in.